# Caçadors d'huracans

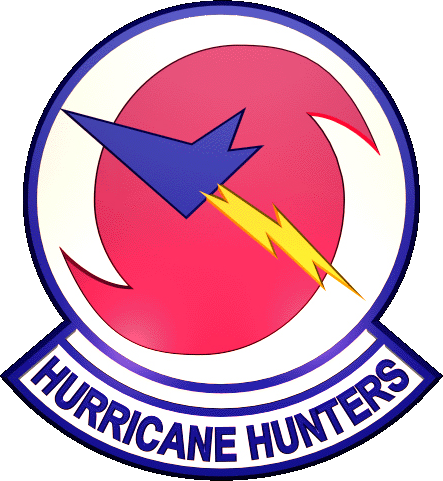
Insígnia dels caçadors d'huracans.

Els Caçadors d'huracans, (en anglès Hurricane Hunters), és el nom amb què es coneix als esquadrons de reconeixement aeri, la missió dels quals és esbrinar i analitzar in situ dades meteorològiques dels ciclons tropicals. Operen a l'Oceà Atlàntic Nord i a l'Oceà pacífic oriental. A l'oceà Índic i l'Oceà Pacífic occidental reben el nom de «caçadors» o «rastrejadors de tifons». Als Estats Units, aquests esquadrons han agafat la forma d'aeronaus i la tripulació de la Marina dels Estats Units, a la Força aèria i a l'Administració Nacional Oceànica i Atmosfèrica (NOAA, per les seves sigles en anglès).
Abans de l'arribada dels satèl·lits meteorològics, aquestes unitats militars realitzaven vols i recollien dades sobre les tempestes en formació. Malgrat tot els satèl·lits encara no poden fer tasques com la de determinar la pressió baromètrica en l'interior de l'huracà o donar dades precises sobre la velocitat del vent, que sí que poden fer les aeronaus.

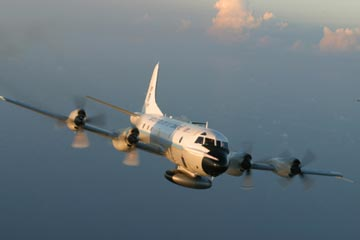
Una aeronau WP-3D Orion de la NOAA en vol de reconeixement meteorològic.
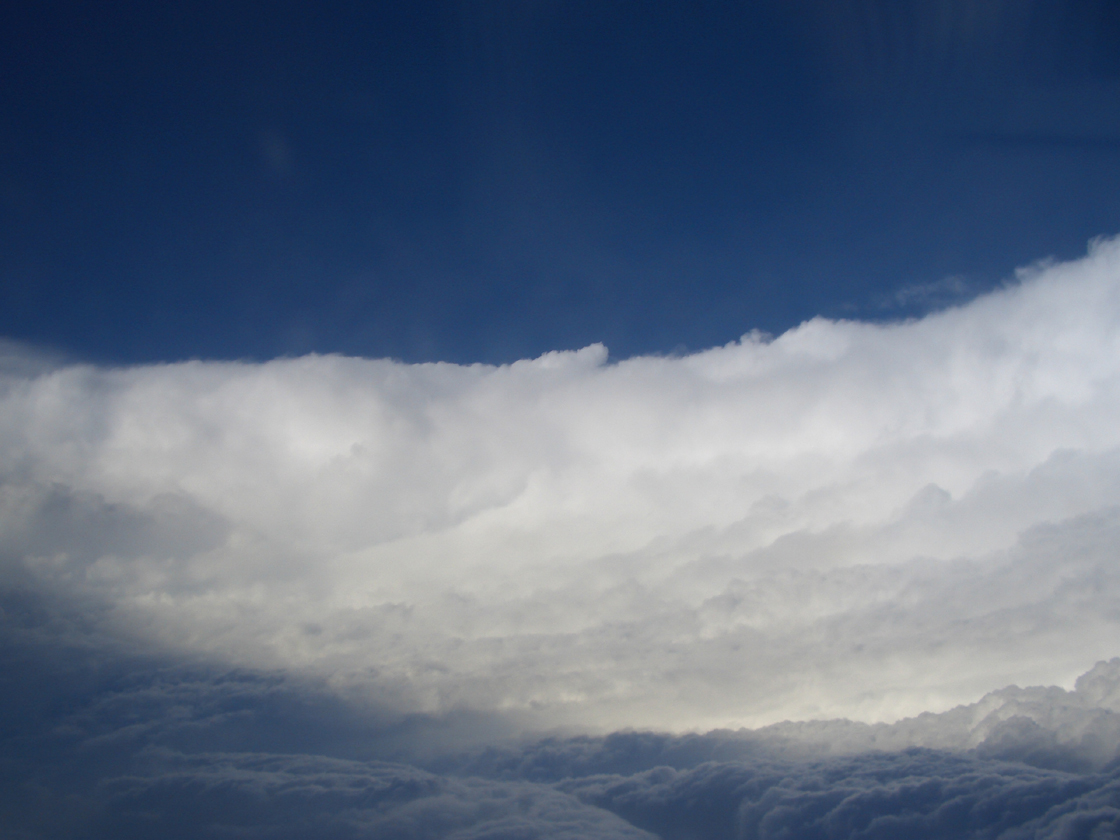
Fotografia de la paret de l'ull de l'huracà Katrina.
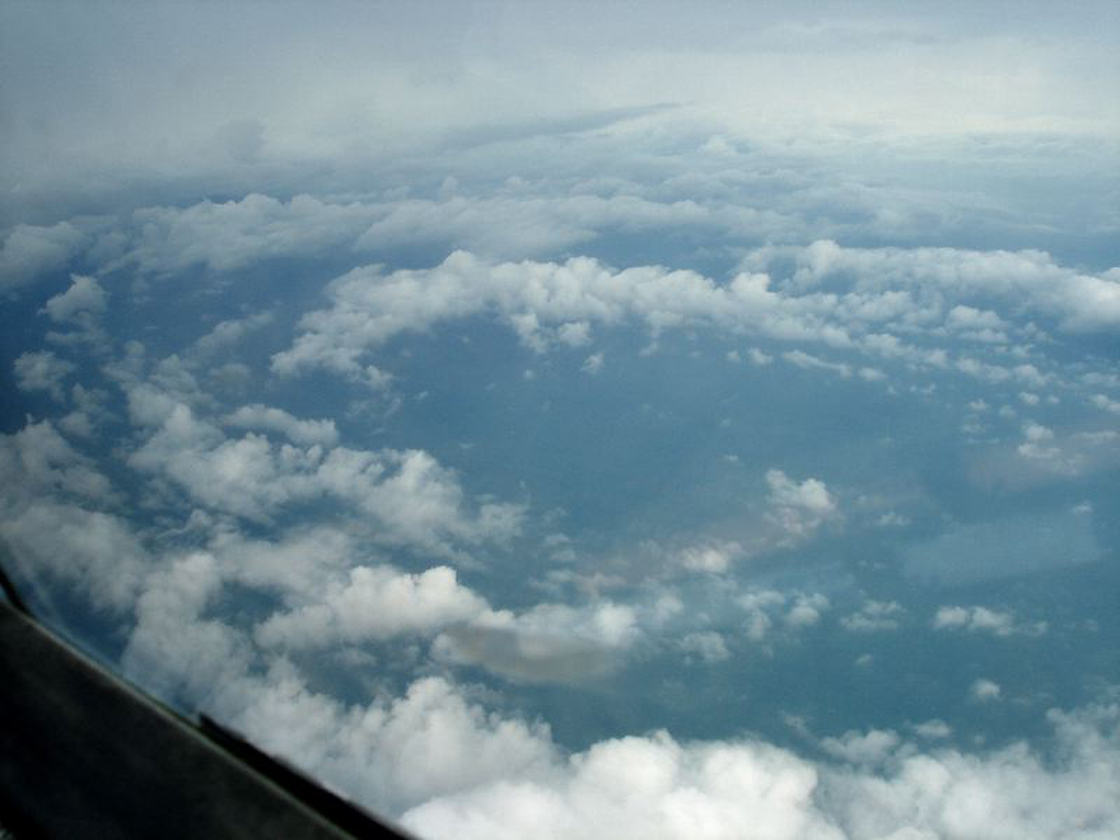
Rita, encara com tempesta tropical.